# 약한돌

약한 돌은 모양에 약점이 있어 상대방에게 공격당하기 쉬운 돌을 뜻한다. 근거가 없고 안정을 취하지 못한 돌이다. 행마의 기법에 관한 격언으로, '약한 돌을 만들지 말라', '상대의 약한 돌에 붙이지 말라' 등이 있다. 반의어는 약점이없는 튼튼한 돌을 의미하는 강한 돌이다.